# Jumping into the World
Jumping into the World – pierwszy koreański minialbum BoA. Został wydany 5 marca 2001 roku przez wytwórnię SM Entertainment, sprzedał się w liczbie 90 586 egzemplarzy w Korei. Znajdują się na nim piosenki w języku koreańskim, angielskim i chińskim.
Album został wydany w Japonii 29 maja 2002 roku przez Avex Trax.

## Lista utworów
| Nr  | Tytuł                                                              | Czas |
| --- | ------------------------------------------------------------------ | ---- |
| 1.  | „Don't Start Now”                                                  | 3:43 |
| 2.  | „Again”                                                            | 4:21 |
| 3.  | „Destiny”                                                          | 5:11 |
| 4.  | „Love Letter”                                                      | 4:03 |
| 5.  | „Love Hurts”                                                       | 3:08 |
| 6.  | „Power”                                                            | 3:04 |
| 7.  | „Let U Go”                                                         | 4:40 |
| 8.  | „Don't Start Now” (wer. angielska)                                 | 3:43 |
| 9.  | „ID; Peace B” (wer. angielska)                                     | 3:54 |
| 10. | „Sara” (kor. 사라) (wer. angielska)                                | 3:48 |
| 11. | „Dreams Come True”                                                 | 4:41 |
| 12. | „Bimirilgi (I'm Sorry)” (kor. 비밀일기 (I’m Sorry)) (wer. chińska) | 4:47 |
| 13. | „ID; Peace B” (wer. chińska)                                       | 3:54 |
| 14. | „Sara” (kor. 사라) (wer. chińska)                                  | 3:48 |